# 东厅街道
东厅街道，是中华人民共和国山東省烟台市福山区下辖的一个乡镇级行政单位。

## 行政区划
东厅街道下辖以下地区：
西关社区、吕格庄社区、东留公社区、西留公社区、姜家庄社区、城西社区、泉水眼社区、兴华庄社区、东黄埠社区、西黄埠社区、包家沟社区、钟家庄社区、上夼社区、下夼社区、銮驾庄社区、朱甲山社区、东厅村、仉村李村、仉村张村、仉村王村、仉村林村、仉村孙村、仉村周村、赵庄村、老官庄村、儒霖沟村、牛庄村、庞家沟村、北庵沟村、南庵沟村、南十里堡村、桃园村、西厅村、丁家夼村、王家庄村、西车家村、吴阳泉村、义村、山北头村、盛家村、鹿家村、宅院村、屯里村、潘家泊村、栾家村、解字崖村、南厚滋沟村和北候旨沟村。

## 人口
2010年中国第六次人口普查时，东厅街道共有人口11333人。共有家庭4484户，平均每户2.50人。14岁以下的少年儿童共952人，占总人口8.400%；15-64岁人口共8663人，占总人口76.44%；65岁及以上的老年人共1718人，占总人口的15.15%。男性共计5719人，占总人口50.46%；女性共计5614，占总人口49.53%。本地居住的人口中，拥有本地户籍的人口为10286人，占90.76%。